# ACDelco
ACDelco est une marque américaine de pièces d'automobiles appartenant à la compagnie General Motors. Les pièces d'usine pour les véhicules fabriqués par GM sont distribuées sous la marque ACDelco, qui propose également des pièces de rechange pour véhicules non-GM. Au cours de sa longue histoire, elle a porté divers noms tels qu'« United Motors Corporation », « United Motors Service », et « United Delco ».
La marque ACDelco ne doit pas être confondue avec AC Delco Systems de GM, formée en 1994 par la fusion de la division AC Rochester et de la division Delco-Remy. En 1995, Delphi Automotive Systems a absorbé les systèmes AC Delco. Le sigle « AC » qui à l'origine était apposé sur les bougies d'allumage sont les initiales d'Albert Champion.

## Histoire

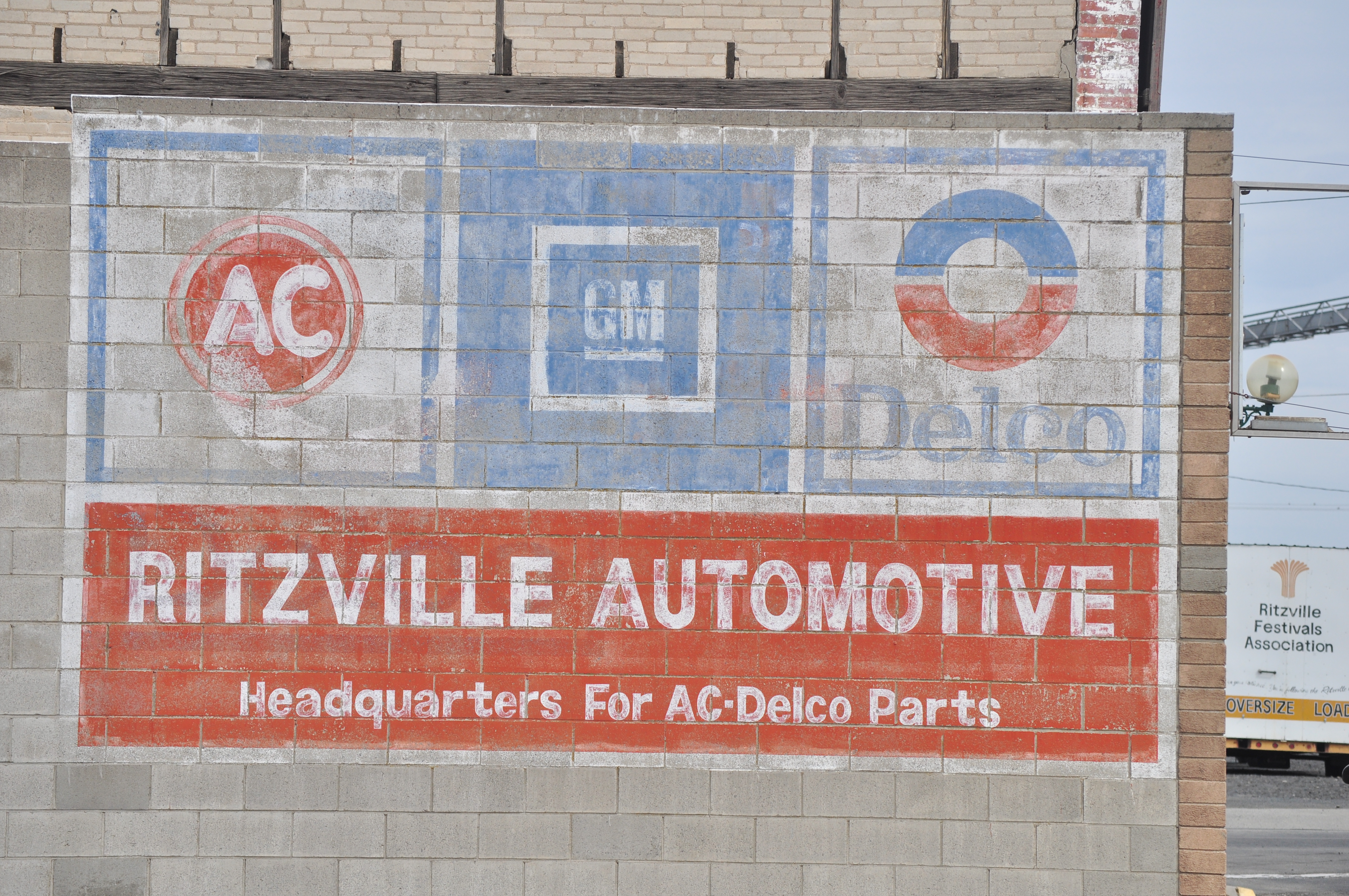
Ancienne publicité ACDelco-GM à Ritzville.

United Motors Corporation est créée par William C. Durant en 1916 comme société de composants et d'accessoires automobile. En 1908, Durant était le propriétaire de Buick et fondateur de General Motors (GM). Après avoir perdu le contrôle de GM en 1910, il fonde Chevrolet en 1911 avec Louis Chevrolet et ses bénéfices lui permettront de reprendre le contrôle de General Motors en 1916. Dans la même période, il a fondé United Motors.
La création de United Motors par Durant trouve des parallèles avec son expérience antérieure dans l'industrie des chariots au Michigan. À la fin du 19e siècle, il était copropriétaire de la Durant-Dort Carriage Company (en), l'un des principaux fabricants de chariots du pays. Préoccupés par le fait qu'ils ne pouvaient obtenir des composants et des matières premières à des prix abordables ou en quantités suffisantes, Durant-Dort a créé une filiale propriétaire de forêts et fabriquant ses propres habitacles, roues, essieux, sellerie, ressorts, vernis et cravaches.
Initialement, United Motors intègre la Hyatt Roller Bearing Company d'Alfred P. Sloan (roulements à rouleaux antifriction), New Departure Manufacturing Company (roulements à billes), Remy Electric Company (démarreur électrique, éclairage et d'allumage), Dayton Engineering Laboratories Company de Charles Kettering et Edward A. Deeds (DELCO, allumage automobile, démarreurs et générateurs) et Perlman Rim Corporation.
Durant nomme Alfred P. Sloan, qui avait été président de Hyatt, président de United Motors. Au cours des deux années suivantes, Sloan achètera la Harrison Radiator Corporation, la Lovell-McConnell Manufacturing Company (qui fabrique des avertisseurs sonores, rebaptisée « Klaxon Company ») en septembre 1916 et organisera United Motors Service pour vendre et desservir toute la gamme de produits à l'échelle nationale.

### General Motors - United Motors Service
Jusqu'en 1918, United Motors, à l'origine indépendante de General Motors, vendait à tous les fabricants, lorsque la société a été acquise par General Motors pour 45 millions de dollars et intégrée à GM le 31 décembre 1918.
United Motors est devenu « United Motors Service » et a continué à fonctionner essentiellement comme elle l'avait fait auparavant. Cependant, toute sa production était maintenant consacrée aux marques de GM. Alfred P. Sloan a continué en tant que directeur de division, avec un titre de vice-président de GM et un poste au conseil d'administration. En 1923, il est devenu président de General Motors jusqu'à sa retraite en 1956. Charles Kettering , cofondateur de Delco, a été directeur de la recherche chez General Motors pendant 27 ans. Herbert C. Harrison était président de Harrison Radiator jusqu'à sa mort en 1927. William C. Durant a perdu le contrôle de GM pour la dernière fois en 1920.
United Motors Service devint une division entièrement intégrée à General Motors en 1944.

### United Delco
En 1971, la division a été renommée « United Delco ». Le nom de « Delco » étant plus connu des consommateurs, il a été incorporé dans toutes les divisions (Delco-Remy, Delco Harrison, Delco Packard (Packard Electric), Delco Moraine).

### AC Spark Plug Division
En 1899, Albert Champion est venu aux États-Unis en tant que champion cycliste. Il lance la Champion Spark Plug Company en 1905 ou 1906 avec les frères Stranhan et la production débute en 1907. Champion, qui avait déjà déposé au moins un brevet de bougies avant de quitter l'Europe, n'était pas satisfait parce qu'il n'avait aucun contrôle sur son travail. En 1908, il consulte William C. Durant, de Buick Motor Co., marque qui à cette époque, utilisait des bougies Rajah pour ses véhicules. Durant pensait qu'ils pouvaient fabriquer des bougies de conception Champion pour moins cher que de se fournir chez Rajah, et installa Champion dans un atelier à Flint.
Champion se met au travail pour produire des bougies pour les automobiles Buick et fonde avec Durant « Champion Ignition Co. ». Peu de temps après, les frères Stranahan (Champion Spark Plug Co.) leur feront savoir qu'ils ne peuvent pas utiliser le nom « Champion » qui est une marque déposée. Le nom est donc changé pour refléter les initiales de Champion et « AC Spark Plug » est déposé en 1908. En 1927, AC est devenue une division de General Motors.

### AC-Delco
En 1974, dans le but de rationaliser ses opérations et son marketing, General Motors fusionne AC Spark Plug avec United Delco pour créer « AC-Delco ». AC-Delco a ensuite commercialisé divers produits AC et Delco,.

### ACDelco
En 1995, le trait d'union est abandonné et ACDelco a un nouveau logo et marketing. Le logo bulle « AC » et le logo semi-circulaire « Delco » ont disparu de l'emballage des produits.